# Bodyboarden

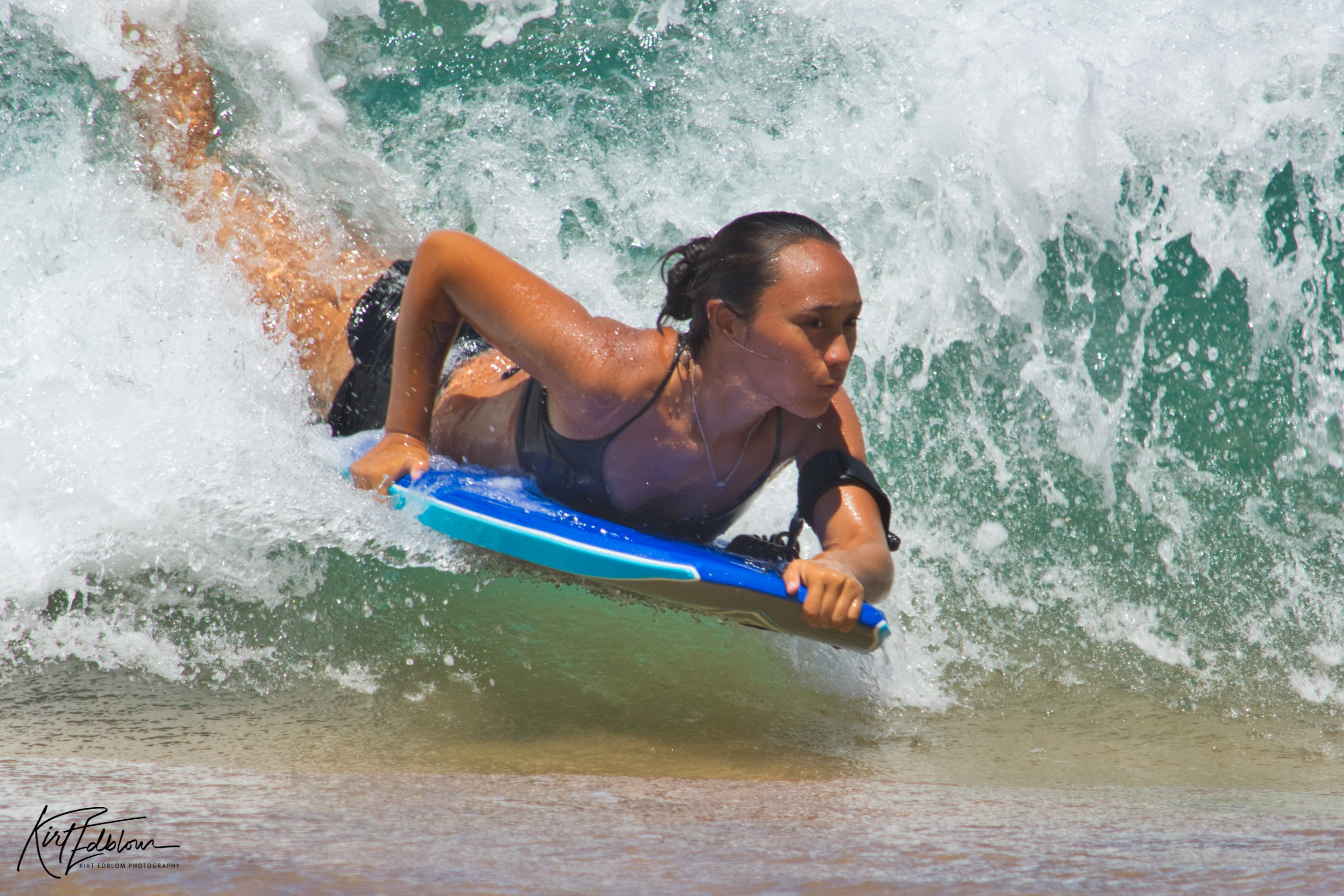
Liggend surfen op een bodyboard

Bodyboarden is een vorm van surfen op de golven met een verkorte plank, die een 'board' wordt genoemd. Het board is breed en vrij kort en wordt gemaakt van hydrodynamisch schuim.
Typerend is de surfhouding: doorgaans staat men niet op het board, maar ligt men er op. Een variant hierop is een knielende houding ('drop-knee'), waarbij men een knie achter op het board zet en een voet, waarmee men stuurt, vóór op het board.
Bodyboarden is eenvoudiger dan gewoon surfen en kan op bescheiden golven worden beoefend. Aan de stranden van Nederland en België zijn de golven meestal voldoende hoog voor bodyboarden.